# اتساع السكة

خريطة توضح توزع المقاييس المختلفة لاتساع السكة في العالم.

اتساع السكة  أو عرض السكة هو المسافة بين القضبان على مسار السكك الحديدية ويُقاس بين الأسطح الداخلية للقضبان الحاملة.
يجب أن تحتوي جميع المركبات في شبكة السكك الحديدية على معدات تشغيل تتوافق مع اتساع السكة، وفي الأيام المبكرة للسكك الحديدية كان اختيار اتساع السكك الحديدية المقترح مشكلة رئيسية. كمتغير مهيمن يحدد التوافق التشغيلي، فإنها لا تزال تستخدم بشكل متكرر كواصف لمسار أو شبكة.
في بعض الأماكن، هناك فرق بين الاتساع الاسمي والاتساع الفعلي، بسبب اختلاف مكونات السكة عن الاسمية. يستخدم مهندسو السكك الحديدية جهازًا، مثل: القدمة ذات الورنية، لقياس الاتساع الفعلي، ويُشار إلى هذا الجهاز أيضًا باسم اتساع السكة.
يُستخدم كل من مصطلحي اتساع الهيكل واتساع التحميل على نطاق واسع، لديهم صلة بسيطة باتساع السكة. يشير كلاهما إلى القطاعات العرضية ثنائية الأبعاد، المحيطة بالسكة والمركبات المارة عليها. يحدد اتساع الهيكل الخطوط العريضة التي لا يجب تجاوزها في الهياكل الجديدة أو المعدلة (الجسور والمعدات الجانبية وما إلى ذلك). اتساع التحميل هو الغلاف المطابق الذي يجب أن يشتمل على مركبات السكك الحديدية وأحمالها. إذا قُدر حمل استثنائي أو نوع جديد من المركبات للتشغيل، فيجب أن يتوافق مع اتساع تحميل المسار. يضمن التوافق عدم تصادم حركة المرور مع الهياكل الجانبية.

## اختيار الاتساع

### اتساع السكة المبكر
كان الشكل المبكر من أشكال السكك الحديدية هو عربة خشبية، حيث كان التعامل مع عربات فردية تُدار بواسطة القوة البشرية دائمًا تقريبًا في/من المنجم أو المحجر. في البداية، كانت العربات تُدار بقوة العضلات البشرية؛ بعد ذلك باستخدام طرق ميكانيكية مختلفة. تآكلت القضبان الخشبية سريعًا: في وقت لاحق، جُهزت ألواح من الحديد الزهر المسطحة للحد من التآكل. في بعض المناطق، صُنعت الألواح على شكل حرف إل، حيث يدير الجزء الرأسي من حرف إل العجلات؛ يُشار إلى ذلك عمومًا باسم »البوابة«. أصبحت العجلات ذات الحواف عالمية في نهاية المطاف، ويجب أن تكون المسافات بين القضبان متوافقة مع عجلات العربات. 
عندما تحسنت قيادة العربات، أمكن ربط سلاسل قصيرة من العربات وسحبها من قبل فرق من الخيول، ويمكن توسيع السكة من المنطقة المجاورة مباشرة للمنجم أو المحجر، عادةً إلى ممر مائي قابل للملاحة. بُنيت العربات بنمط ثابت وصُنعت السكة لتناسب احتياجات الخيول والعربات: كان الاتساع أكثر أهمية. كان خط بيندارين ترامرود الذي اُفتتح في عام 1802 في جنوب ويلز، وهو بوابة، يبعد عنها حوالي 4 أقدام و4 بوصات (1,321 مليمتر) فوق الجزء العلوي من السطح.
من المحتمل أن يكون خط بيندارين ترامرود قج حمل أول رحلة بواسطة قاطرة، في عام 1804، وكان ذلك ناجحًا بالنسبة للقاطرة، لكنه كان غير ناجح بالنسبة للمسار؛ لم تكن الألواح قوية بما يكفي لتحمل وزنها. اتُخذت خطوة تقدمية كبيرة عندما اُستخدم الحديد الزهر لأول مرة في قضبان السكك الحديدية؛ وقد كان هذا المحور الرئيسي لقطاع السكة الحديدية مكوّنًا شكلًا رأسيًا، مما أعطى قطاعًا أقوى بكثير لمقاومة قوى الانحناء، وتحسن ذلك أكثر عندما أُدخلت قضبان بطن الأسماك. 
تتطلب قضبان السكك الحديدية تطابقًا وثيقًا بين تباعد السكة الحديدية وترتيب العجلات، وعُززت أهمية الاتساع. ما زال يُنظر إلى السكك الحديدية على أنها اهتمامات محلية: لم يكن هناك أي تقدير لارتباط مستقبلي بخطوط أخرى، وما زال اختيار اتساع السكة قرارًا عمليًا بناءً على المتطلبات والتحيزات المحلية، وربما يتحدد من خلال التصاميم المحلية القائمة للمركبات (على الطرق).
استخدم خط سكة حديد مونكلاند وكيركينتيلوخ (افتتح في عام 1826) في غرب اسكتلندا 4 أقدام و6 بوصات (1,372 مليمتر) واعتمد خط سكة حديد دندي ونيوتيل (افتتح في عام 1831) في شمال شرق اسكتلندا اتساعًا يبلغ 4 أقدام و6.5 بوصات ( 1,384مليمتر)؛ اختير لسكة حديد ريدروث وتشاسوتتر (اُفتتح في عام 1825) في كورنوال اتساع يبلغ 4 أقدام (1,219 مليمتر).
افتتح خط سكة حديد أربروث وفرفار في عام 1838 باتساع يبلغ 5 أقدام و6 بوصات (1,676 مليمتر)، واستخدم خط سكة حديد ألستر الذي اُفتتح في عام 1839 اتساعًا يبلغ 6 أقدام و2 بوصة (880 مليمتر). 

### ظاهرة الاتساع القياسي
طُورت القاطرات في العقود الأولى من القرن التاسع عشر. أخذت أشكالًا مختلفة، لكن جورج ستيفنسون طور قاطرة ناجحة في كيلينغورث واغونواي، حيث محل عمله. كانت تصاميمه ناجحة جدًا لدرجة أنها أصبحت قياسية، وعندما اُفتتحت سكك حديد ستوكتون ودارلينغتون في عام 1825، استخدمت قاطراته، بنفس اتساع خط كيلينغورث، 4 أقدام و8 بوصات (1,422 مليمتر).
حقق خط ستوكتون ودارلينغتون نجاحًا كبيرًا، وعندما بُني خط سكك حديد ليفربول ومانشستر، أول خط بين المدن (اُفتتح في عام 1830)، استُخدم نفس الاتساع. حقق نجاحًا كبيرًا أيضًا، وأصبح الاتساع (الذي خُفض الآن إلى 4 أقدام و8.5 بوصة أو 1,435 مليمتر) هو الاختيار الأوتوماتيكي: »الاتساع القياسي«.

## المصطلحات الفنية
لا تشتمل مصطلحات، مثل: الاتساع العريض والاتساع الضيق على أي معنى ثابت، على الرغم من أن الاتساع القياسي يُعرف عمومًا على مستوى العالم على أنه يبلغ 1,435 مليمتر (4 أقدام و8.5 بوصة).
في الممارسة البريطانية، يُشار إلى المسافة بين قضبان السكة بالعامية بـ »أربعة أقدام«، والمسافة بين سكتين بـ »ستة أقدام«، الأوصاف متعلقة بالأبعاد المعنية.

### الاتساع القياسي
يشير مصطلح »الاتساع القياسي« في الاستخدام الشائع إلى 1,435 مليمتر (4 قدم و8.5 بوصات).

### الاتساع العريض
في الاستخدام الحديث، يشير الاتساع العريض بشكل عام إلى المسافة بين السكة بشكل أكثر عرضًا من 1,435 مليمتر (4 قدم و8.5 بوصات).

### الاتساع المتوسط
مصطلح الاتساع المتوسط له معان مختلفة على مر التاريخ، اعتمادًا على الاتساع المحلي المهيمن المستخدم.
في عام 1847، كان الاتساع الأيرلندي 1,600 مليمتر (5 أقدام و3 بوصات) يعتبر اتساعًا متوسطًا مقارنة باتساع برونيل 7 قدم و0.25 بوصة (2,140 مليمتر) والاتساع الضيق 1,435 مليمتر (4 قدم و8.5 بوصة)، في الوقت الحاضر هو الاتساع القياسي.
في أمريكا الشمالية، كان الاتساع المتوسط 5 أقدام و6 بوصات (1,676 مليمتر) اتساع السكة، ويُسمى أيضًا »الاتساع الإقليمي« في كندا.